# پروفپوینت
پروفپوینت (انگلیسی: Proofpoint, Inc.) شرکت نرم‌افزار آمریکایی است، که در سال ۲۰۰۲ تأسیس شد.